# Claas Relotius
Claas-Hendrik Relotius, né le 15 novembre 1985 près de Hambourg (Allemagne de l'Ouest), est un journaliste allemand. Après avoir été acclamé et avoir remporté de nombreux prix pour ses articles, il est reconnu responsable de nombreuses falsifications.

## Biographie
Claas Relotius nait dans la banlieue de Hambourg. Mère enseignante et père ingénieur, il est diplômé d'une école de journalisme. En 2014, Claas Relotius entre comme journaliste pigiste au sein de la rédaction du magazine allemand Der Spiegel. Il monte rapidement les échelons et devient journaliste permanent en quelques années, écrivant des articles venant du monde entier mais aussi sur la situation de l'Allemagne. Parmi une vingtaine de prix déjà obtenus, le 3 décembre 2018, il reçoit pour la quatrième fois le Deutscher Reporterpreis, un prix de journalisme considéré comme l'équivalent allemand du prix Pulitzer, pour son « portrait d'un gamin dans la Syrie de Bachar al-Assad »,. 
Quelques jours plus tard, l'hebdomadaire révèle que son collaborateur, primé à plusieurs reprises, falsifiait depuis plusieurs années ses articles. Dans son édition du 22 décembre 2018, trois jours après le licenciement de son journaliste vedette, Der Spiegel consacre un dossier complet à l'affaire. Sur les 60 articles qu'il a rédigés pour le magazine, Claas Relotius a admis en avoir falsifié au moins quatorze. 
Le pot aux roses a été découvert par un de ses collègues journalistes, Juan Moreno, qui a exposé les faux témoignages fabriqués par Claas Relotius, et les invraisemblances d'un de ses reportages (où Moreno est le pigiste de Relotius) traitant du vigilantisme à la frontière américano-mexicaine,,. Au départ lors de la révélation, personne ne croit Juan Moreno et surtout pas sa hiérarchie. Mais celui-ci continue son enquête, récolte les indices et contrôle les anciens articles de la star du Spiegel dont il avait déjà douté dès 2013 à la lecture d'une interview fantaisiste… d'une personne morte. Finalement, questionné par le Spiegel, Claas Relotius se cherche diverses excuses, finit par reconnaitre des « faiblesses », tout en niant,.
Le journaliste a notamment « inventé » l'un de ses reportages en Syrie, pour lequel il venait d'être primé au début du mois. Dans un reportage consacré à l'état de l'Amérique rurale sous le président Trump, il s'appuyait non seulement sur des stéréotypes de conservateurs provinciaux, mais sur de nombreux détails manifestement faux, décrivant notamment une pancarte à l’entrée de la ville où il était écrit : « Les Mexicains restent à l’extérieur », pancarte que les locaux ne se souvenaient pas avoir jamais vue,.
Le magazine allemand reconnait une « fraude à grande échelle » et présente ses excuses à ses lecteurs. À la suite de cette crise, l'hebdomadaire a mis en place une commission composée de deux membres de la rédaction et d’une journaliste extérieure. Fin juin 2019, les conclusions du rapport analysent la personnalité de Claas Relotius, particulièrement appréciée par ses collègues et les facteurs d'impunité soit la pression des prix journalistiques mais également  l’organisation interne de la rédaction du Spiegel. En parallèle, le rapport démontre aussi les techniques narratives du journaliste pour créer une réalité factice : Claas Relotius écrit des fictions et non pas des fake news. Le rapport souligne la difficulté de la prise en considération d'un signalement d'un journaliste interne. Rattaché au service « grands reporters », Claas Relotius était en relation directe avec la rédaction en chef mais sans liens avec les services spécialisés, qui doivent initialement vérifier la véracité des informations. Le Spiegel compte pourtant 70 « vérificateurs ». L'hebdomadaire assure tirer les leçons de cette crise en réorganisant ses « procédures de sécurisation » et définissant  un « nouvel ensemble de règles journalistiques » selon les recommandations formulées par les membres de la commission d’enquête. Deux rédacteurs en chef sont licenciés et les articles de Claas Relotius sont repris à fond puis publiés de nouveau.
Un an après les faits, Juan Moreno publie un livre (Tausend Zeilen Lüge / pouvant se traduire par « Mille lignes de mensonges », éditions Rowohlt) sur l'affaire mais se voit attaquer en diffamation par Claas Reliotus concernant certains passages de l'ouvrage.